# بينا آغاروال
بينا آغاروال هي أحد أهم الخبراء الاقتصاديين ذو الأصول الهندية في مجال التنمية وأستاذة في اقتصاديات التنمية والبيئة في معهد التنمية العالمية في جامعة مانشستر. تمتلك العديد من الأبحاث والمنشورات فقد كتبت على نطاق واسع عن الأرض وسبل العيش وحقوق الملكية؛ البيئة والتنمية؛ الاقتصاد السياسي للجنسين؛ الفقر وعدم المساواة؛ التغيير القانوني؛ والزراعة والتحول التكنولوجي. ومن أشهر أعمالها الكتاب الحائز على جائزة بعنوان «حقل واحد: المساواة بين الجنسين وحقوق الأرض في جنوب آسيا» الذي كان له تأثير كبير على الحكومات والمنظمات غير الحكومية والوكالات الدولية في تعزيز حقوق المرأة في الأرض والملكية وقد ألهم هذا العمل أيضا الباحثين في أمريكا اللاتينية وعلى الصعيد العالمي.

## حياتها وطفولتها
نشأت العالمة بينا آغاروال مع والديا سوراج مال وشياما ديفي أغاروال، وقد أهدت جائزة كتابها لوالديها تكريماً لهم.
 أما بما يخص تعليمها الجامعي فقد حصلت على درجة البكالوريوس والماستر من جامعة كامبريدج، والدكتوراه في الاقتصاد من كلية دلهي للاقتصاد من جامعة دلهي، وكانت أطروحتها الميكنة في الزراعة الهندية: دراسة تحليلية تستند إلى البنجاب.

## المناصب والجوائز
شغلت بينا أغاروال مناصب متميزة في العديد من الجامعات الدولية، بما في ذلك جامعة هارفارد (كانت أول أستاذة زائرة- دانيال إنجالس)، وجامعة ميشيغان (آن أربور)، وجامعة مينيسوتا (حيث شغلت كرسي وينتون)، وكلية الحقوق بجامعة نيويورك.
وفي الفترة 2006-2007، كانت أغاروال أيضاً زميلة زائرةً للأبحاث في كلية كينيدي للإدارة الحكومية في جامعة هارفارد. بالإضافة إلى ذلك، عملت نائبة رئيس الرابطة الاقتصادية الدولية، ورئيسة الرابطة الدولية للاقتصاد النسوي، وفي مجلس إدارة شبكة التنمية العالمية. أغاروال عضو مؤسس للجمعية الهندية للاقتصاد البيئي. وهي واحدة من امرأتين فقط عملتا في لجنة قياس الأداء الاقتصادي والتقدم الاجتماعي، التي يرأسها جوزيف ستيغليتز الحائز على جائزة نوبل وأنشأها الرئيس ساركوزي. كما عملت مستشارة للجنة التخطيط في الهند وهي عضو في مجالس تحرير العديد من المجلات الأكاديمية الدولية.
وفي عام 2009، تم ترشيح أغاروال لعضوية مجلس إدارة معهد الأمم المتحدة لبحوث التنمية الاجتماعية – حيث يوافق المجلس الاقتصادي والاجتماعي التابع للأمم المتحدة على هذه الترشيحات. في 29 مارس 2010 يمنحه معهد التنمية العالمية والبيئة (GDAE)  حصلت على جائزة ليونتيف لعام- وهي جائزة سنوية تحمل
في عام 2017، حصلت على جائزة بالزان للدراسات الجنسانية تقديراً لعملها في دراسة مساهمة المرأة في الزراعة في الهند
أما الآن فهي الرئيسة المنتخبة حاليا للجمعية الدولية للاقتصاد الإيكولوجي. كما ترأس «مجموعة عمل حول المزارعين المحرومين، بما في ذلك النساء» من أجل الخطة الخمسية الثانية عشرة للهند، وهي عضو في فريق رئيس الوزراء الهندي المعني بإصلاح الأراضي. بالإضافة إلى ذلك، فإن أغاروال عضو في المجلس الاستشاري للأكاديميين الوقوف ضد الفقر (في أسرع وقت ممكن).

## بعض الجوائز التي حصدتها
- جائزة راميش تشاندرا أغراوال الأولى لعام 2005 للمساهمات المتميزة في الاقتصاد الزراعي
- جائزة مالكولم أديشيشيا 2002 للمساهمات المتميزة في دراسات التنمية
- جوائز لحقل واحد: المساواة بين الجنسين وحقوق الأرض في جنوب آسيا
- جائزة أنادا كينتيش كوماراسوامي للكتاب لعام 1996، التي تمنحها رابطة الدراسات الآسيوية (الولايات المتحدة الأمريكية) (أول جنوب آسيوي تفوز بالجائزة)
- جائزة إدغار غراهام للكتاب لعام 1996، التي تمنحها كل سنتين إدارة الدراسات الإنمائية في جامعة لندن، كلية الدراسات الشرقية ولأفريقية
- جائزة ك. ه. باثيا 1995-1996 التي تمنحها كل سنتين جامعة بومباي ومؤسسة باهيجا الاستئمانية تمنح الأعمال الأكثر استحقاقاً عن الهند والتنمية
- منح معهد الدراسات الاجتماعية أغاروال الدكتوراه الفخرية في عام 2007، ومنحتها جامعة أنتويرب الدكتوراه الفخرية في أبريل 2011
- بادما شري من قبل رئيس الهند في عام 200